# Rajdowe Mistrzostwa Świata 1970
Międzynarodowe Mistrzostwa Producentów 1970 (International Championship for Manufacturers 1970, Skr. IMC 1970), były pierwszym sezonem rozgrywania mistrzostw producentów, organizowanym przez FISA. Sezon składał się z siedmiu rajdów rozgrywanych na dwóch kontynentach. Mistrzem został niemiecki producent Porsche.

## Kalendarz
| Runda | Data            | Rajd                 | Nawierzchnia | Zwycięzca        | Samochód                   |
| ----- | --------------- | -------------------- | ------------ | ---------------- | -------------------------- |
| 1     | 16–24 stycznia  | 40. Rajd Monte Carlo | Mieszana     | Björn Waldegård  | Porsche 911 S              |
| 2     | 11–15 lutego    | 21. Rajd Szwecji     | Śnieg        | Björn Waldegård  | Porsche 911 S              |
| 3     | 4–8 marca       | 1. Rajd San Remo     | Asfalt       | Jean-Luc Thérier | Alpine-Renault A110 1600   |
| 4     | 26–28 marca     | 18. Rajd Safari      | Szuter       | Edgar Herrmann   | Datsun 1600 SSS            |
| 5     | 6–10 maja       | 41. Rajd Austrii     | Szuter       | Björn Waldegård  | Porsche 911 S              |
| 6     | 28–31 maja      | 18. Rajd Akropolu    | Szuter       | Jean-Luc Thérier | Alpine-Renault A110 1600   |
| 7     | 13–18 listopada | 26. Rajd RAC         | Szuter       | Harry Källström  | Lancia Fulvia 1.6 Coupé HF |

### Klasyfikacja końcowa
| Msc | Producent      | MON | SWE | ITA | KEN | AUT | GRC | GBR | Pkt |
| --- | -------------- | --- | --- | --- | --- | --- | --- | --- | --- |
| 1   | Porsche        | 9   | 9   | –   | –   | 9   | –   | 1   | 28  |
| 2   | Alpine-Renault | 4   | –   | 9   | –   | 2   | 9   | 2   | 26  |
| 3   | Lancia         | 1   | –   | 6   | –   | –   | –   | 9   | 16  |
| 4   | Saab           | –   | 6   | 3   | –   | 6   | –   | –   | 15  |
| 5   | Opel           | –   | 4   | –   | –   | –   | –   | 6   | 10  |
| 5   | Ford           | 2   | –   | –   | –   | 4   | 4   | –   | 10  |
| 7   | Datsun         | –   | –   | –   | 9   | –   | –   | –   | 9   |
| 8   | Peugeot        | –   | –   | –   | 4   | –   | –   | –   | 4   |
| 9   | Fiat           | –   | –   | 1   | –   | –   | 2   | –   | 3   |
| 10  | Volvo          | –   | –   | –   | 2   | –   | –   | –   | 3   |
| 11  | BMW            | –   | 1   | –   | –   | –   | –   | –   | 1   |
| 11  | Triumph        | –   | –   | –   | 1   | –   | –   | –   | 1   |
| 11  | Volkswagen     | –   | –   | –   | –   | 1   | –   | –   | 1   |